# 中央ボスニア県

中央ボスニア県
Srednjobosanski kanton
Županija Središnja Bosna
Средњoбосански кантон

中央ボスニア県（ちゅうおうボスニアけん、ボスニア語:Srednjobosanski kanton、クロアチア語:Županija Središnja Bosna、セルビア語:Средњoбосански кантон）、あるいは中央ボスニア・カントンはボスニア・ヘルツェゴビナ共和国のエンティティであるボスニア・ヘルツェゴビナ連邦を構成する県。県都はトラヴニク。

## 地理
中央ボスニア県はボスニア・ヘルツェゴビナのほぼ中央に位置しており、サラエヴォの西側にあたる。

## 基礎自治体
中央ボスニア県は12の基礎自治体に分けられている。
- ブゴイノ（Bugojno）
- ブソヴァチャ（Busovača）
- ドブレティチ（Dobretići）
- ドニ・ヴァクフ（Donji Vakuf）
- フォイニツァ（Fojnica）
- ゴルニ・ヴァクフ＝ウスコプリェ
- ヤイツェ
- キセリャク（Kiseljak）
- クレシェヴォ（Kreševo）
- ノヴィ・トラヴニク（Novi Travnik）
- トラヴニク（Travnik）
- ヴィテズ（Vitez）

## 住民
中央ボスニア県で最大の民族集団はボシュニャク人であり、主にヤイツェ、ノヴィ・トラヴニク、トラヴニク、ドニィ・ヴァクフ、ブゴイノ、ゴルニィ・ヴァクフ・ウスコプリェ、ヴィテズ、ブソヴァチャ、フォイニツァ、キセリャクの各自治体に住んでいる。県で2番目の人口比率を占めるのはクロアチア人であり、主にヤイツェ、ドブレティチ、ノヴィ・トラヴニク、ヴィテズ、ブサヴァツァ、キセリャク、クレシェヴォ、ゴルニィ・ヴァクフ・ウスコプリェ、フォイニツァに住んでいる。

### 1991年の人口比率
1991年、この地方には339,702人が居住していた。その民族別内訳は次の通り。
- 146,608、43.2% ボシュニャク人
- 131,744、38.8% クロアチア人
- 40,809、12.0% セルビア人
- 13,803、4.1% ユーゴスラビア人
- 6,738、1.9% その他